# Extensión finita
En Teoría de Cuerpos (una rama del Álgebra), una extensión se dice que es finita si es de grado finito.
En concreto, sea {\displaystyle L:K} una extensión de cuerpos. Se dice que {\displaystyle L:K} es extensión finita si el grado de la extensión {\displaystyle [L:K]} es un número finito. Esto implica que la extensión {\displaystyle L:K} es algebraica.
No debe confundirse el término extensión finita con el de extensión finitamente generada. Toda extensión finita es finitamente generada, pero no es cierto el recíproco (por ejemplo, para extensiones simples trascendentes).
- Datos: Q5853578